# Дин, Энтони (скелетонист)
Энтони Дин (англ. Anthony Deane, 3 июля 1984, Хорнсби, Новый Южный Уэльс) — австралийский скелетонист, выступавший за сборную Австралии с 2009 года по 2011-й. Участник зимних Олимпийских игр в Ванкувере, обладатель двух золотых медалей Кубка Америки, призёр национального первенства. Также известен как гандболист.

## Биография
Энтони Дин родился 3 июля 1984 года в городе Хорнсби, штат Новый Южный Уэльс, в семье дальних родственников генерал-губернатора Уильяма Дина. Ещё с семнадцати лет активно занимался гандболом, поиграл на профессиональном уровне в австралийском и датском первенствах, провёл около 30 матчей за сборную и забил более 70 голов. Участвовал в финальном турнире чемпионата мира 2007 года в Германии, однако после того как Австралия проиграла все матчи группового этапа и с нулём набранных очков покинула соревнования, Дин решил уйти из гандбола. В 2009 году он заинтересовался скелетоном, прошёл отбор в национальную команду и стал принимать участие в крупнейших международных стартах.
В апреле дебютировал на Кубке Америки, показав на трассе американского Лейк-Плэсида десятое время, тогда как в следующем сезоне на двух декабрьских этапах в канадском Калгари неожиданно взял золото. В январе впервые поучаствовал в заездах Межконтинентального кубка, на американских этапах в Лейк-Плэсиде и Парк-Сити был двадцать первым и шестнадцатым соответственно. Благодаря череде удачных выступлений удостоился права защищать честь страны на зимних Олимпийских играх 2010 года в Ванкувере, без проблем прошёл квалификацию и планировал побороться здесь за медали, однако в итоге финишировал только двадцать третьим. После этого он съездил ещё на несколько этапов Кубка мира, но, ни разу не сумев пробиться в двадцатку сильнейших, вскоре принял решение завершить карьеру профессионального спортсмена, уступив место молодым австралийским скелетонистам.